# CD6
T-cell differentiation antigen CD6 ist ein Oberflächenprotein aus der Gruppe der Zelladhäsionsmoleküle.

## Eigenschaften
CD6 wird von Thymozyten, NK-Zellen und B1-Zellen gebildet. Es ist ein Zelladhäsionsmolekül, das die T-Zell-Antwort verstärkt. CD6 bindet an Lipopolysaccharid von Gram-negativen Bakterien und Lipoteichonsäuren von Gram-positiven Bakterien und aktiviert daraufhin den MAPK-Signalweg. CD6 ist glykosyliert, phosphoryliert und besitzt Disulfidbrücken.